# Stellaria uda
Stellaria uda är en nejlikväxtart som beskrevs av Frederic Newton Williams. Stellaria uda ingår i släktet stjärnblommor, och familjen nejlikväxter. Inga underarter finns listade i Catalogue of Life.